# Audio Two
Audio Two – amerykański duet hip-hopowy założony w 1985 roku na nowojorskim Brooklynie przez dwóch braci, rapera Kirka „Milk Dee” Robinson i DJ-a/producenta Nata „Gizmo”. Audio Two określani są często mianem grupy jednego przeboju, a to za sprawą utworu „Top Billin'”, który przyniósł im dużą popularność w środowisku hip-hopowym stając się jednym z najczęściej samplowanych utworów w historii.

## Dyskografia
- What More Can I Say? (1988)
- I Don't Care: The Album (1990)